# Superprestige 1993-1994
Navigation
1992-1993 1994-1995
La 12e édition du Superprestige s'est déroulée entre les mois de novembre 1993 et février 1994. Elle comprenait neuf manches disputées par les élites. Le classement général a été remporté par Daniele Pontoni pour la deuxième année consécutive.

## Barème
Les 15 premiers de chaque course marquent des points pour le classement général suivant le tableau suivant :
| Position           | 1er | 2e | 3e | 4e | 5e | 6e | 7e | 8e | 9e | 10e | 11e | 12e | 13e | 14e | 15e |
| Classement général | 15  | 14 | 13 | 12 | 11 | 10 | 9  | 8  | 7  | 6   | 5   | 4   | 3   | 2   | 1   |

## Hommes élites

### Résultats
| # | Date         | Lieu                                   | Vainqueur           | Deuxième            | Troisième           | Leader du classement général |
| - | ------------ | -------------------------------------- | ------------------- | ------------------- | ------------------- | ---------------------------- |
| 1 | 1er novembre | Gieten (Cyclo-cross de Gieten)         | Paul Herijgers      | Erwin Vervecken     | Peter Van Santvliet | Paul Herijgers               |
| 2 | 15 novembre  | Gavere (Cyclo-cross d'Asper-Gavere)    | Thomas Frischknecht | Daniele Pontoni     | Danny De Bie        |                              |
| 3 | 25 novembre  | Zarautz (Cyclo-cross de Zarautz)       | Daniele Pontoni     | Marc Janssens       | Radovan Fořt        |                              |
| 4 | 1er décembre | Diegem (Cyclo-cross de Diegem)         | Daniele Pontoni     | Thomas Frischknecht | Beat Wabel          |                              |
| 5 | 15 décembre  | Overijse (Druivencross)                | Daniele Pontoni     | Adrie van der Poel  | Richard Groenendaal |                              |
| 6 | 20 décembre  | Milan (Trofeo Mamma & Papà Guerciotti) | Daniele Pontoni     | Thomas Frischknecht | Karl Kälin          |                              |
| 7 | 10 janvier   | Westouter (Cyclo-cross de Westouter)   | Daniele Pontoni     | Thomas Frischknecht | Richard Groenendaal |                              |
| 8 | 1er février  | Wetzikon (GP Wetzikon)                 | Thomas Frischknecht | Henk Baars          | Beat Wabel          |                              |
| 9 | 15 février   | Harnes (Cyclo-cross de Harnes)         | Paul Herijgers      | Daniele Pontoni     | Richard Groenendaal | Daniele Pontoni              |

### Classement général
| Pos | Coureur             | Points |
| --- | ------------------- | ------ |
| 1   | Daniele Pontoni     | 113    |
| 2   | Marc Janssens       | 105    |
| 3   | Thomas Frischknecht | 95     |
| 4   | Richard Groenendaal | 76     |
| 5   | Peter Van Santvliet | 66     |
| 6   | Wim de Vos          | 60     |
| 7   | Radovan Fořt        | 60     |
| 8   | Beat Wabel          | 54     |
| 9   | Henk Baars          | 51     |
| 10  | Pavel Elsnic        | 47     |